# نمودار تابع

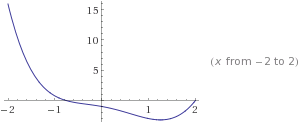
نمایش تابع f(x)= x ^{۴} - ۴ ^{x} در دامنه +۲ و -۲

نمودار یک تابع مانند {\displaystyle f} به مجموعه‌ای از مختصات‌های {\displaystyle (x,f(x))} که در صفحه مختصات نمایش داده می‌شود، گفته می‌شود. در اینجا {\displaystyle x} مقدار ورودی به تابع و {\displaystyle f(x)} نشان‌دهنده مقدار خروجی تابع به ازای مقدار ورودی است.